# Jesuitenkirche (Aschaffenburg)

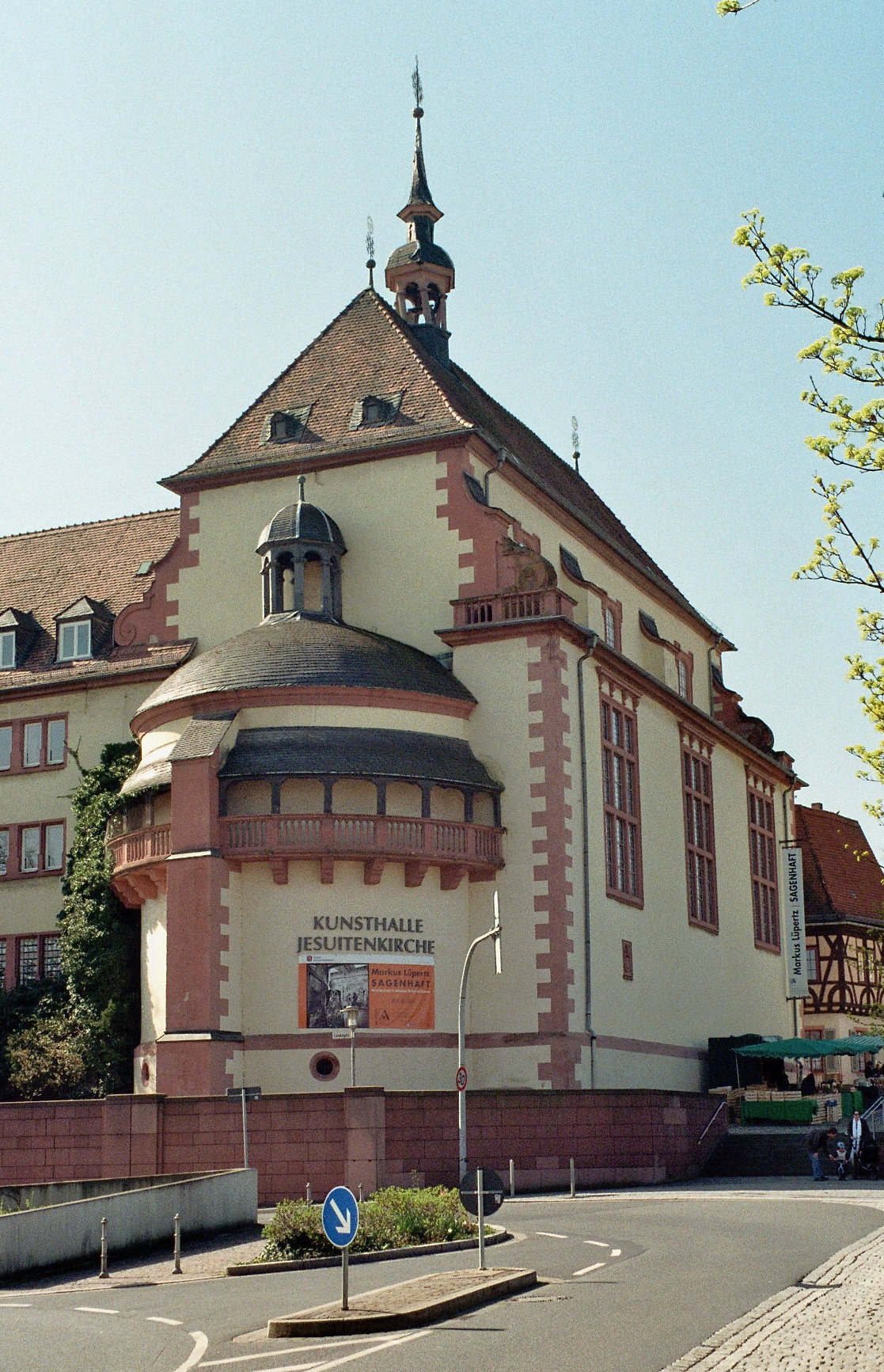
Jesuitenkirche, heute Kunsthalle

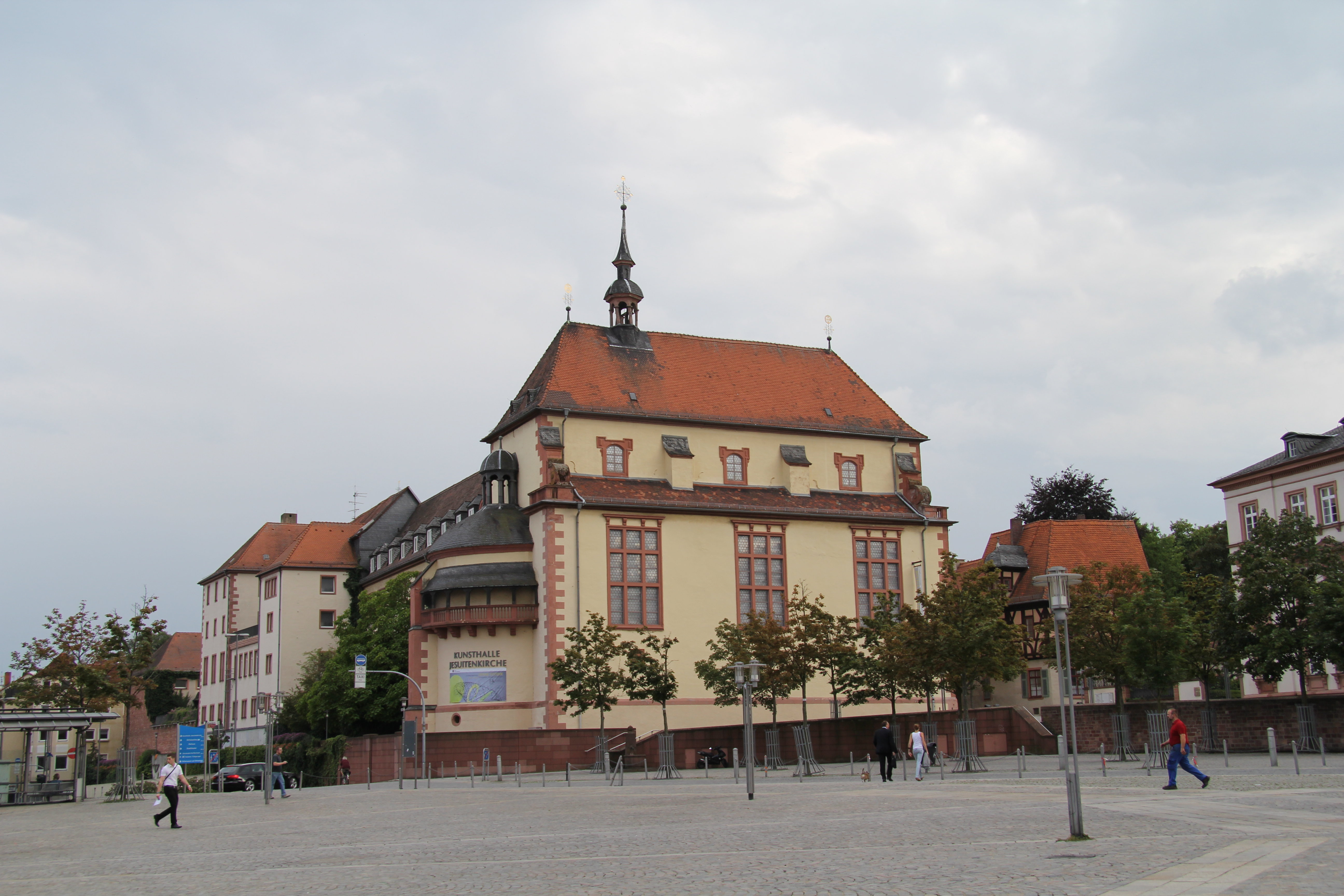
Jesuitenkirche, vom Schlossplatz aus gesehen

Die Jesuitenkirche Heiligste Dreifaltigkeit ist eine in den Jahren 1619 bis 1621 erbaute Kirche in Aschaffenburg, die heute die Kunsthalle Jesuitenkirche beherbergt. Ab 1976 zu Veranstaltungs- und Ausstellungszwecken genutzt, dient sie der Stadt Aschaffenburg seit 1990 als Kunsthalle und ist seit 2006 Teil des Verbundes der Museen der Stadt Aschaffenburg. Sie teilt sich einen kubischen Glaseingang mit dem angrenzenden Ostflügel des ehemaligen Jesuitenkonvents, der das Christian Schad Museum beherbergt.

## Geschichte
Kurfürst-Erzbischof Johann Schweikhard von Cronberg berief 1612 die Jesuiten in seine Zweitresidenz Aschaffenburg, in der er sich ab 1604 durch Georg Ridinger das Schloss Johannisburg bauen ließ, das endgültig erst 1618 fertig wurde. Für den Unterhalt wies der Erzbischof ihnen Einkünfte aus dem aufgehobenen Zisterzienserinnenkloster Himmelthal zu.

## Kirchenbau

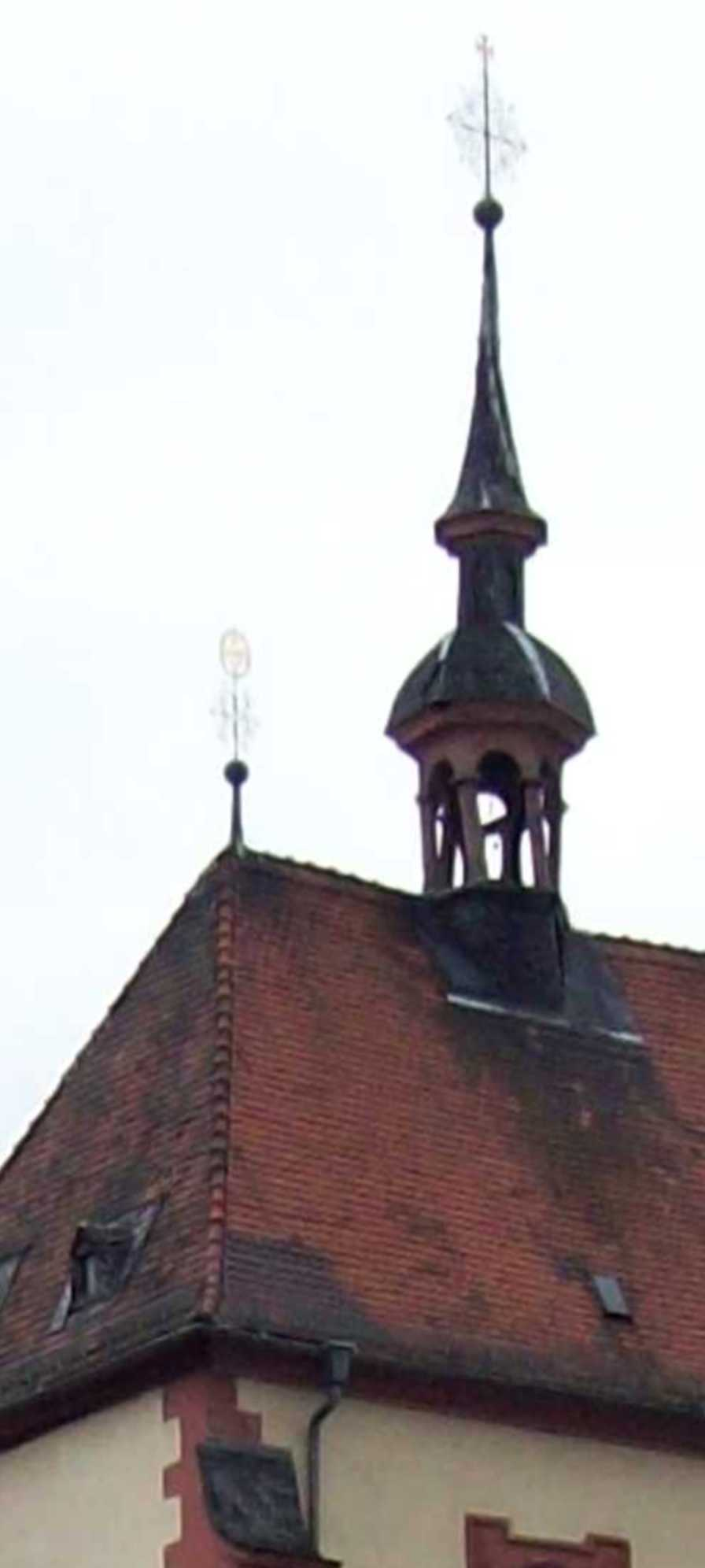
Achteckiger Dachreiter mit schiefgestellten Pfeilern

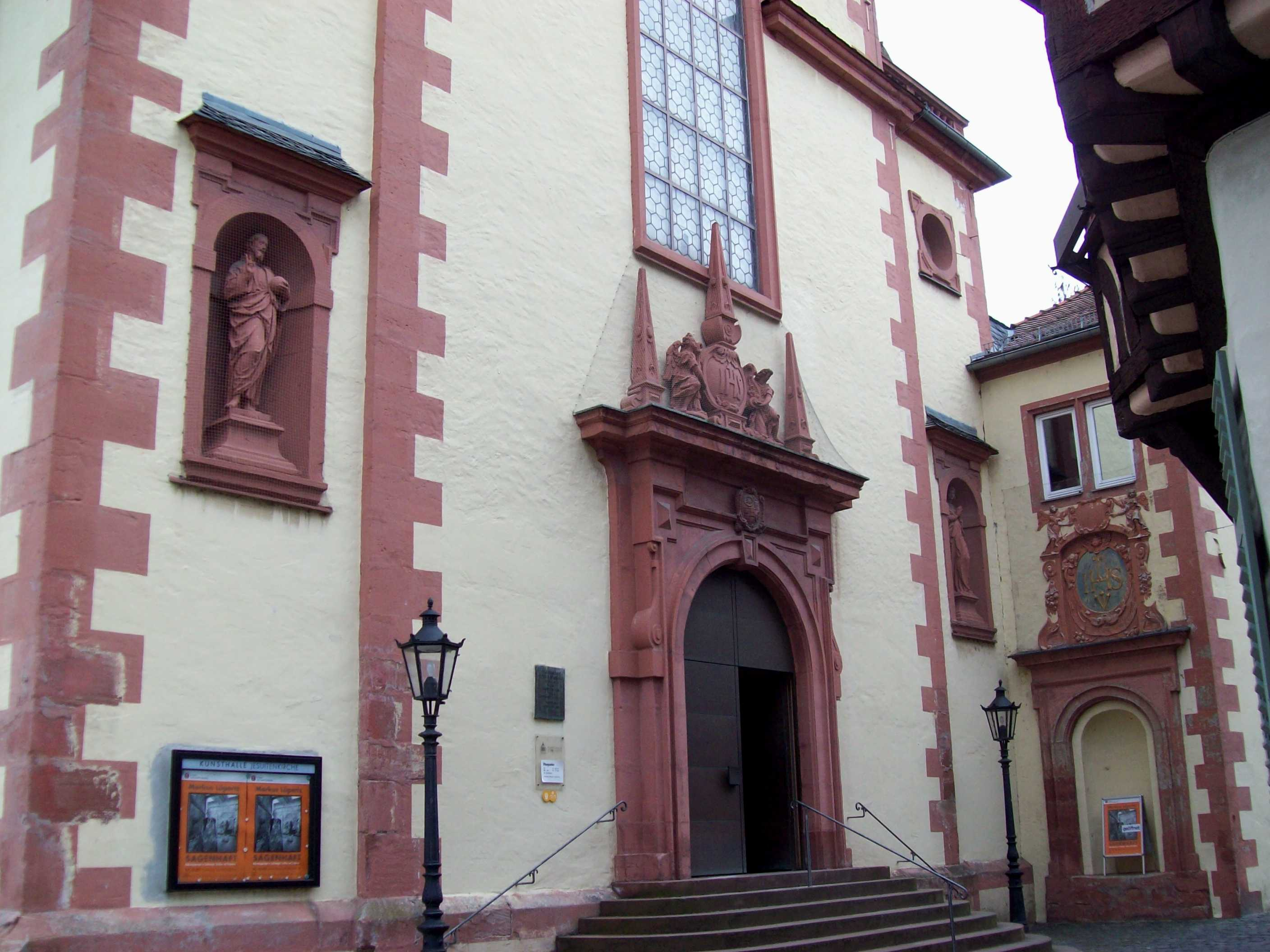
Portal mit Wandnische (Christus Salvator)

Der Bau der Kirche begann als äußerlich schlichter „heimischer“ Renaissance-Bau im Jahr 1619. Es handelt sich dabei um eine einschiffige Anlage mit einem achteckigen Dachreiter mit schiefgestellten Pfeilern, einer halbrunden Apsis mit Kuppelwölbung, Laterne und gedeckter Galerie. Das Langhaus besitzt drei Joche mit Seitenkapellen von geringer Tiefe und Fenster mit geradem Sturz, darüber im Obergaden kleine Stichbogenfenster. Die Fassade weist außerdem eine Kantenverquaderung im Läufer-Binder-Muster auf. In den das Portal flankierenden Rundnischen stehen die Figuren des Christus Salvator und der Immaculata. Die Türöffnung ist rundbogig mit gerader Verdachung, darauf befindet sich eine Kartusche mit Christusmonogramm, die von Engeln gehalten und von Obelisken flankiert wird. Die Rundbogenfenster haben ein gerades Dach.
Die Innenarchitektur ist im Stil des italienischen Barock gehalten, mit reichen Stuckarbeiten. 1796 wurde die Kirche als Magazin verwendet. Bei Renovierungsarbeiten im Jahre 1810 wurden der Kirche die Altäre entfernt und dem Zeitgeist entsprechend weiß übertüncht, da das Gebäude zur Studienkirche umgebaut wurde. 1836 wurde ein Tabernakelaltar im Stil des Klassizismus aus Stuckmarmor, in Würzburg gefertigt, aufgestellt.
Im Zweiten Weltkrieg wurde die Kirche total zerstört. Die Stadt Aschaffenburg erwarb das Gebäude von der Diözese Würzburg und ließ es bis 1972 profaniert wieder aufbauen. Die Stuckarbeiten wurden teilweise wiederhergestellt. Das vorgelagerte Wohnhaus, im Volksmund Dreidippehaus genannt (im Giebel drei klassizistische Vasen), wurde im Zuge der Untertunnelung des Stadthallenplatzes abgerissen.

## Kunsthalle
Als Ausstellungsort genießt die Kunsthalle Jesuitenkirche überregionalen Ruf. Es werden in der Regel zwei Ausstellungen pro Jahr gezeigt, mit „Schwerpunkten der Klassischen Moderne und gefestigter Positionen der Gegenwart“. Zu den bislang ausgestellten Künstlern zählen u. a. Jörg Immendorff, Oskar Kokoschka, Markus Lüpertz, Hermann Nitsch, A. R. Penck, Man Ray und Günther Uecker.
Auch die Ausstellungen zu dem seit 2023 vergebenen Kunstpreis der Stadt Aschaffenburg finden in der Kunsthalle Jesuitenkirche statt. Der mit 5.000 Euro dotierte Preis ist für bildende Künstler mit biographischem oder inhaltlichem Bezug zu Stadt oder Region Aschaffenburg ausgeschrieben.
Der derzeitige Leiter der Kunsthalle sowie des Christian Schad Museums ist Johannes Honeck.

## Sakrale Kunstgegenstände
Vor ihrer Profanierung beherbergte die Jesuitenkirche u. a. folgende Kunstgegenstände:
- Eine frühbarocke Monstranz, gefertigt um 1720–1730 aus Silber, teilvergoldet, mit roten und grünen Emailteilen, die Wurzel Jesse darstellend. Am Fuß sind getriebene Silberfiguren (Stammväter), an der Sonne verzweigt sich der Stamm in zwei Äste (Figuren Maria und Josef), über der Lunula befindet sich Gottvater und der Hl. Geist unter einem Baldachin. Den Abschluss bildet eine Krone mit zwei Engeln und das Kreuz.
- Eine Silber-Tragefigur (Prozession) St. Maria de Victoria hat auf einem Rokoko-Holzsockel Maria mit Kind, Krone und Zepter auf der Weltkugel stehend, die Aureole geschmückt mit zwölf Sternen. Die ganze Figur ist von einem vergoldeten Strahlenkranz umgeben. Die beiden Gegenstände sind Eigentum der Marianischen Congregation (MC) bzw. heute Marianischen Männersodalität. Diese Figur befindet sich im Stiftsmuseum, wird aber bei Prozessionen weiterhin mitgetragen.